# 虹樂團
虹樂團（英語：REDS BAND）是台灣樂團之一，1988年在齊秦召集下正式組建，並同時成立虹音樂工作室，負責歌手專輯的製作，初始成員包括齊秦、江建民、凃惠源、劉天健、徐德昌，後來均成為華語樂壇中舉足輕重的重要角色。
| 年代   | 主唱 | 吉他手                                                  | 貝斯手        | 鼓手                                                  | 鍵盤手                  |
| 第一代 | 齊秦 | 江建民                                                  | 劉天健        | 徐德昌                                                | 涂惠元                  |
| 第二代 | 齊秦 | 黄富榮(新加坡) 劉哲维(紅十字樂團╱擺渡人)                | 劉天健 廖世錚 | 徐德昌                                                | 鍾興民（红螞蟻） 王文清 |
| 第三代 | 齊秦 | 楊振華(東方快車) 劉哲维(紅十字樂團╱擺渡人) Mike（美國） | 譚明輝        | 徐德昌 姜永正（豆豆） 不浪·尤幹(漢名黄建福╱兼貝斯手） | 鍾興民（红螞蟻） 王文清 |

## 成員消逝
- 2006年 第三代鼓手：不浪·尤幹（黄建福）（1968年7月24日－2006年1月1日，37歲，在齊秦於北京首都體育館跨年演唱會上，墜落舞台重傷不治身亡）
- 2008年 第二代貝斯手：廖世錚（1956年－2008年3月19日，52歲，淋巴癌）
- 2008年 第一代鼓手（兼團長）：徐德昌（1962年8月12日－2008年4月21日，45歲，肺癌）
- 2009年 第二代吉他手：劉哲維（1967年－2009年11月2日，42歲）
- 2011年 第三代貝斯手：譚明輝（1966年－2011年6月27日，45歲，車禍）
- 2013年 和音與鼓手：戎祥（1969年2月9日－2013年1月25日，43歲，心肌梗塞）
- 2016年 第一代貝斯手：劉天健（1963年1月20日－2016年3月12日，53歲，心臟病術後感染）

- 1988年 王文清以王小棣╱金國釗╱張艾嘉導演電影《黃色故事》主題曲〈一場遊戲一場夢〉獲得第25屆金馬獎最佳原創電影歌曲獎。
- 1991年 楊振華以所屬東方快車合唱團的《將你的靈魂接在我的線路上》專輯獲得第2屆金曲獎最佳演唱組合獎。
- 1997年 齊秦以《絲路》專輯獲得第8屆金曲獎最佳國語男歌手獎。
- 2001年 不浪·尤幹（黄建福）以鄭文堂導演的電視電影《瑪雅的彩虹》獲得第36屆金鐘獎音效獎。
- 2002年 不浪·尤幹（黄建福）以鄭文堂導演的電影《夢幻部落》獲得第39屆金馬獎最佳原創電影音樂獎。